# Simicska Ádám Lajos
Simicska Ádám Lajos (1991. május 25. –) magyar vállalkozó, történelem alapszakos bölcsész, a Nemzet Lap- és Könyvkiadó Kft. társügyvezetője.

## Családja
Édesanyja dr. Pusztai Zsuzsanna Teréz. Édesapja Simicska Lajos.

## Életrajz
2005 és 2009 között a Városmajori Gimnáziumban tanult. A Károli Gáspár Református Egyetemen végzett történelem szakon, ezt követően a Pázmány Péter Katolikus Egyetem Jog- és Államtudományi Karán tanult, ahol nem fejezte be tanulmányait.
2016-tól a Nemzet Lap- és Könyvkiadó Kft. egyik ügyvezetője.
A II. kerületi Fidelitasnak a tagja. 2017 márciusában Böröcz László, a Fidelitas elnöke kezdeményezte Simicska Ádám Lajos kizárását a Fidelitasból a Zsúrpubiban 2017. március 9-én megjelent interjúja miatt.